# Andrzej Zgutczyński
Andrzej Zgutczyński (Ełk, 1º gennaio 1958) è un ex calciatore polacco, di ruolo attaccante.

## Palmarès

### Club

#### Competizioni nazionali
- Campionato polacco: 2

Górnik Zabrze: 1984-1985, 1985-1986

#### Competizionui internazionali
- Coppa delle Alpi: 1

Auxerre: 1987

### Individuale
- Capocannoniere del campionato polacco: 1

1985-1986